# Consolidated Edison Building
Le Consolidated Edison Building (également connu sous le nom de Consolidated Gas Building et 4 Irving Place) est un gratte-ciel néoclassique situé à Gramercy Park, Manhattan, à New York. Le bâtiment de 26 étages  a été conçu par les cabinets d'architectes Warren et Wetmore et Henry Janeway Hardenbergh. Le bâtiment sert de siège social à la société d'énergie Consolidated Edison.

## Histoire
Le site contenait autrefois Tammany Hall et l'Academy of Music, ainsi que les bureaux du prédécesseur de Con Ed, Consolidated Gas. La société gazière avait initialement son siège social sur la 15e rue et place Irving, mais avait dépassé son bâtiment d'origine dans les années 1910. En conséquence, Hardenbergh a conçu une expansion pour le siège social existant, construite de 1911 à 1914. Cette expansion a ensuite été incorporée dans une structure plus grande construite par Warren et Wetmore entre 1926 et 1929. Une fois achevé, la conception du bâtiment a été saluée par les médias locaux et sa "tour de lumière" est devenue un symbole de l'horizon local. Le 10 février 2009, le bâtiment a été déclaré monument de New York .

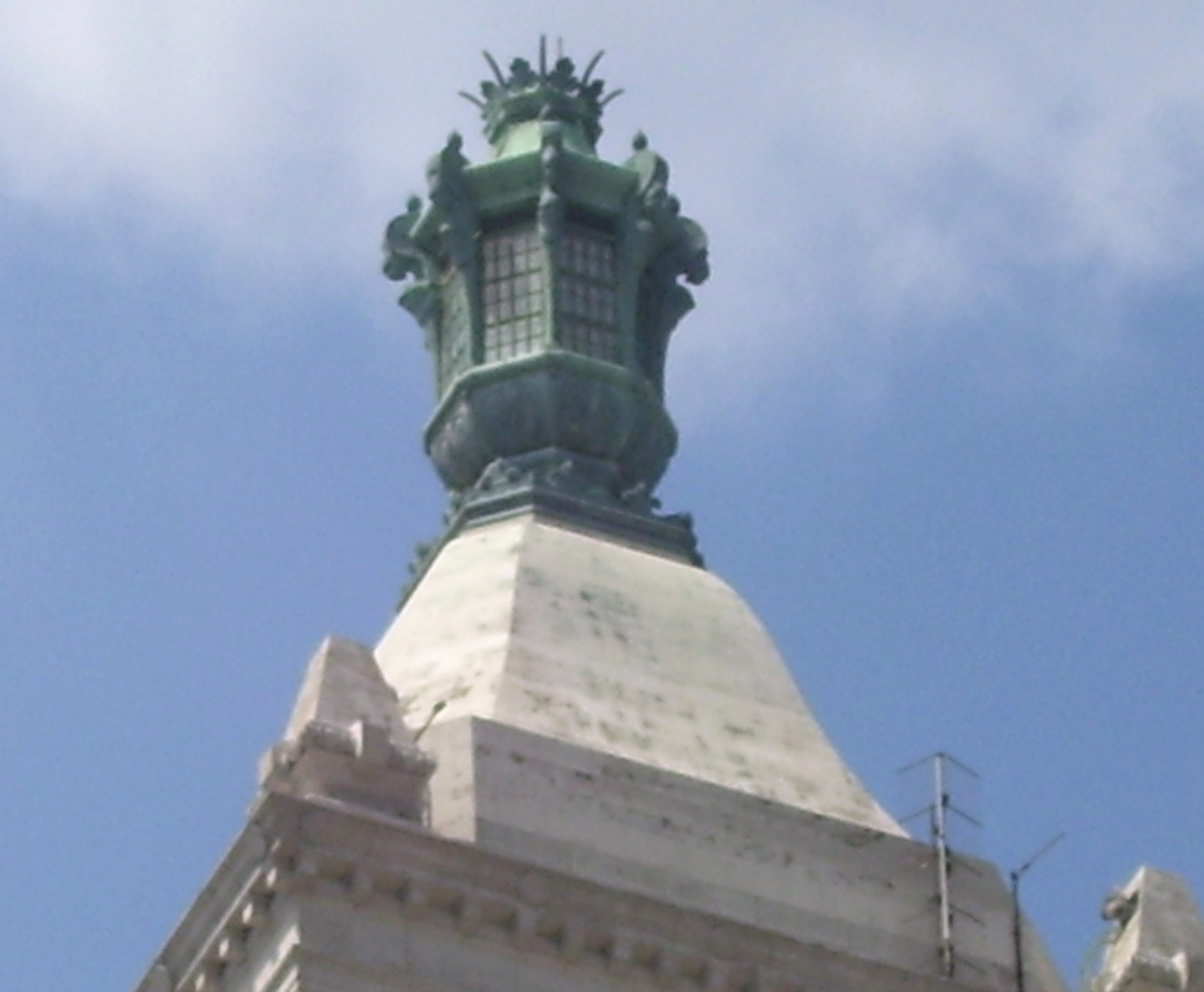
La Tour de Lumière en haut de la tour du bâtiment, vue depuis la Troisième Avenue

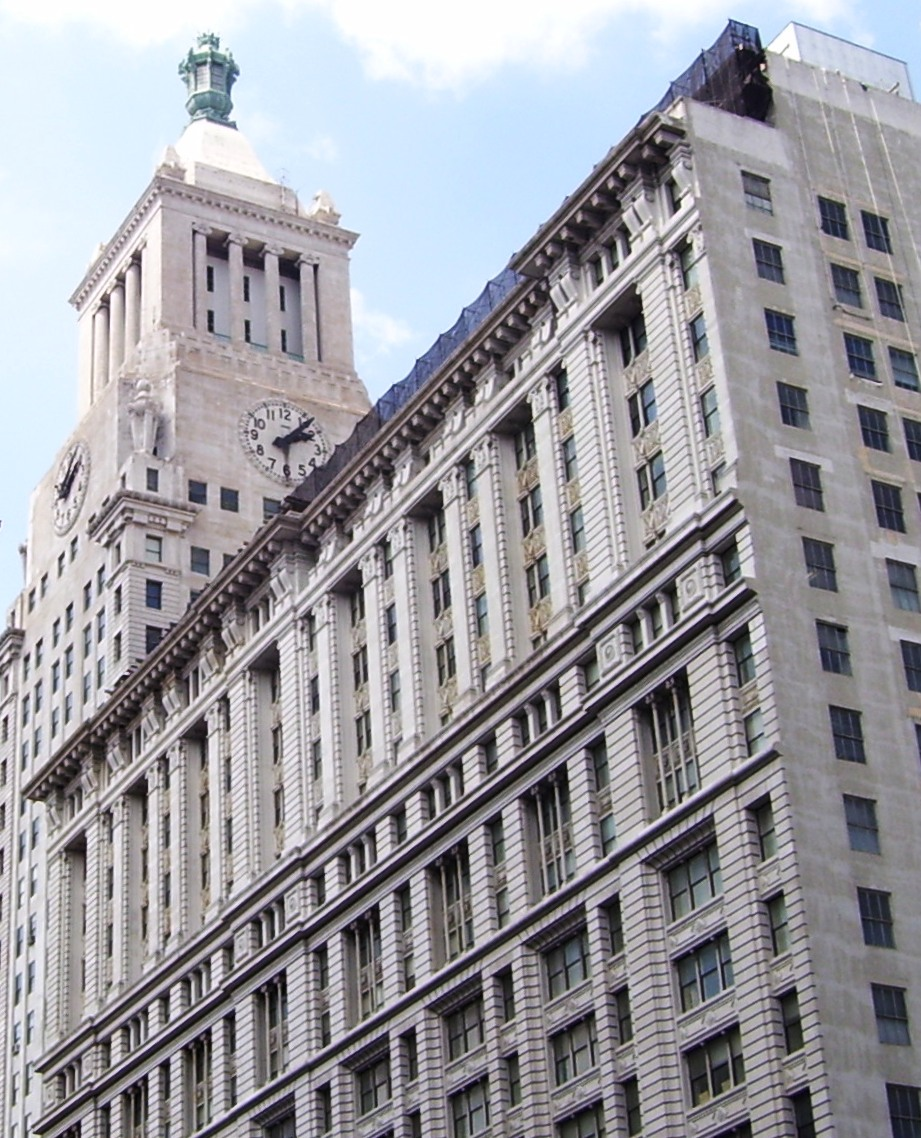
La structure Hardenbergh, vue de la troisième Avenue à l'est. Les six derniers étages ont été ajoutés après la construction. Il y a des corniches au-dessus des 10e, 12e, 13e et 17e étages, et une corniche au-dessus du 18e étage. Un penthouse est visible au 19ème étage et est en retrait de la façade principale

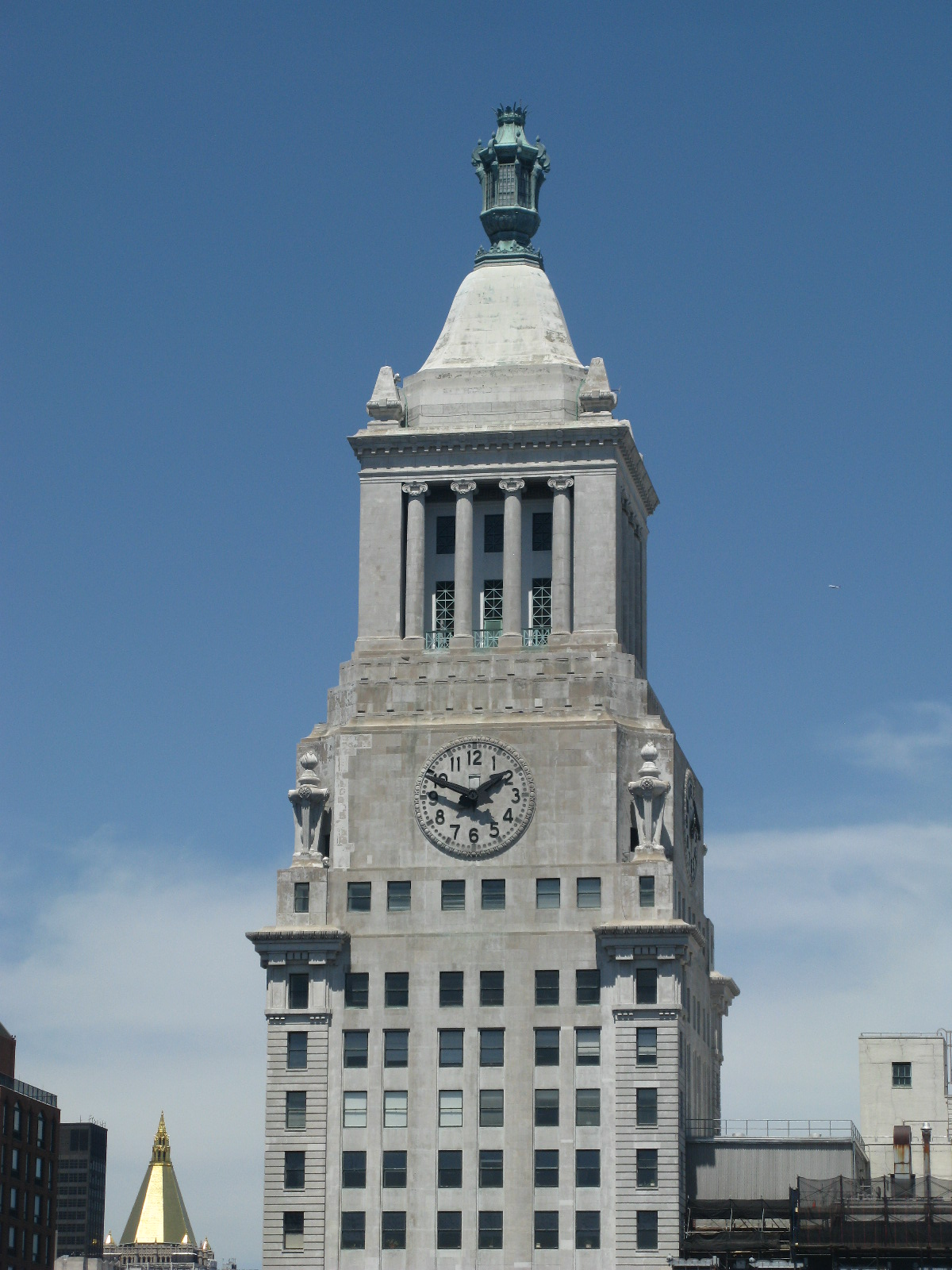
La tour

Au-dessus de la base se trouvait une tour en retrait de la rue, comme l'exigeait la résolution de zonage de 1916 . L'ornementation au sommet de la tour comprenait des urnes et des obélisques, qui étaient normalement associés à des aspects funéraires, et a été modelé d'après le mausolée d'Halicarnasse. Ces décorations commémorent les travailleurs de Con Ed tués pendant la Première Guerre mondiale . La section de la tour était surmontée d'une "tour de lumière" conçue pour ressembler à un temple miniature, coiffée d'une lanterne en bronze qui s'allume la nuit. Au-dessous de la lanterne en bronze se trouve une loggia encastrée de colonnes, qui sont éclairées la nuit avec différents thèmes de couleurs. Selon l'architecture des colonnes, la tour comprend quatre faces d'horloge distinctes de chaque côté du bâtiment . Le schéma d'éclairage de la tour Warren et Wetmore a été mis en œuvre pour la première fois en 1929. À l'époque, le système d'éclairage était inhabituel en ce qu'il fournissait une lumière colorée, contrairement aux couleurs unies exprimées par la plupart des éclairages des autres bâtiments, et était également alimenté par l'électricité plutôt que par le gaz.